# Stanisław Kindler

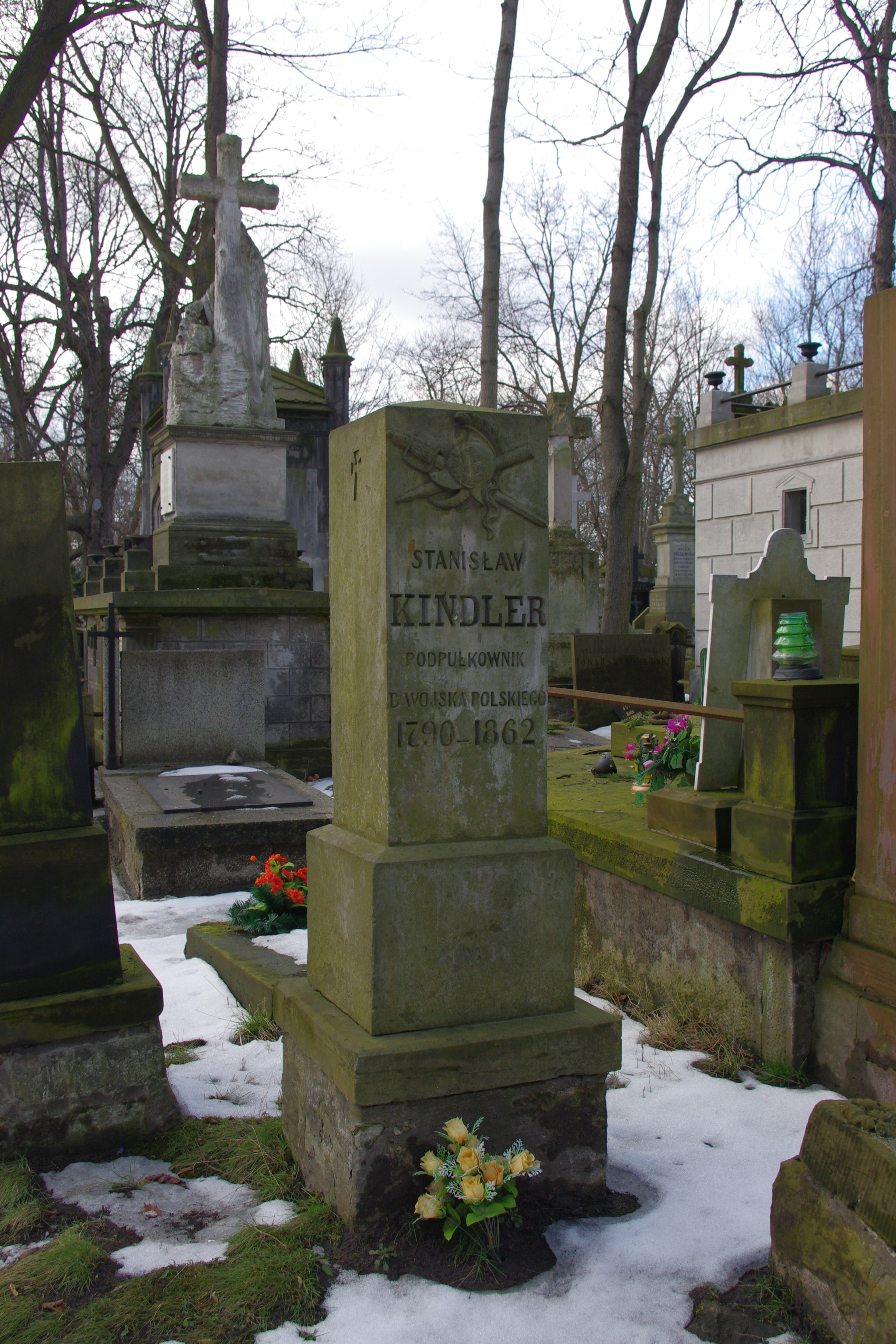
Grób podpułkownika Stanisława Kindlera na cmentarzu Powązkowskim w Warszawie

Stanisław Kindler (ur. 1790, zm. 1862) – polski oficer, podpułkownik, działacz Wolnomularstwa Narodowego. 
Uczestnik nocy listopadowej, a następnie przez krótki moment od 17 do 22 kwietnia, dowódca 4 Pułk Piechoty Liniowej Królestwa Kongresowego tzw. Czwartaków podczas powstania listopadowego. Zastąpiony w wyniku ciężkich ran przez ppłk Klemensa Jórskiego. 
Pochowany w zabytkowym grobowcu na cmentarzu Powązkowskim w Warszawie (kwatera 35-3/4-30/31), wraz z Katarzyną z Szyllerów Karoli (zm. 1860), aptekarzem Janem Edwardem Karoli (zm. 1895), Teodorą z Karolich Kindler (zm. 1859) i Heleną Szyller (zm. 1864).